# Светско првенство у кошарци 1978.
Светско првенство у кошарци 1978. (1978 FIBA World Championship) било је 8. светско кошаркашко првенство које се одржало између 1. до 14. октобра 1978. године на Филипинима; град домаћин била је Манила.
Репрезентација Југославије је освојила златну медаљу, СССР сребрну, док је Бразил освојио бронзану. Југословенски репрезентативац Дражен Далипагић је проглашен за најбољег играча првенства.

## Избор домаћина
Дана 11. јула 1974. на Конгресу ФИБА одржаном у Сан Хуану у Порторику, Филипини су једногласно изабрани за домаћина након што су Аргентина и Шпанија повукле своје кандидатуре. Ово је први пут да је такмичење одржано у Азији.

## Места
Меморијални колосеум Ризал у Манили и Колосеум Аранета у Кезон Ситију (оба града у Метро Манили), били су места одржавања догађаја.
| Метро Манила                                | Метро Манила                        | Филипини     | Филипини         |
| ------------------------------------------- | ----------------------------------- | ------------ | ---------------- |
| Манила                                      | Кезон сити                          | Метро Манила | Метро Манила     |
| Меморијални колосеум Ризал Капацитет: 8.000 | Аранета Колисеум Капацитет: 25.000* | Метро Манила | МанилаКезон Сити |
|                                             |                                     | Метро Манила | МанилаКезон Сити |

(*) Привремено смањено на 10.000 за финале из безбедносних разлога.

## Жреб
Од 14 тимова, домаћин Филипини и бранилац титуле Совјетски Савез нису учествовали у утакмицама по групама, аутоматски су ушли у полуфинале. Преосталих 12 тимова извучено је у 3 групе по 4 екипе. Кола по групама одлучивала су о коначном резултату група. Двоје најбољих у групама пласирало се у полуфинале. Трећи и четврти у групи пласирали су се у другу групну фазу.
| Група А                                 | Група Б                       | Група Ц                                                         | Полуфинална рунда                                    |
| --------------------------------------- | ----------------------------- | --------------------------------------------------------------- | ---------------------------------------------------- |
| Канада Јужна Кореја Сенегал Југославија | Бразил Кина Италија Порторико | Аустралија Чехословачка Доминиканска Република Сједињене Државе | Филипини - домаћин Совјетски Савез - бранилац титуле |

## Групна фаза

### Група А
Извор: FIBA archive
Правила за разврставање: 1) бодови; 2) међусобни сусрет; 3) просек поена у међусобној утакмици; 4) међусобни број постигнутих поена.
| 2. октобар 16:15 | Извештај | Канада                                         | 105 : 69 | Јужна Кореја  | Меморијални колосеум Ризал, Манила Гледаоци: ? Судије: Михаил Давидов , Рон Омори |  |
| 2. октобар 16:15 | Извештај | Четвртине: ?, ?                                |          |               | Меморијални колосеум Ризал, Манила Гледаоци: ? Судије: Михаил Давидов , Рон Омори |  |
| 2. октобар 16:15 | Извештај | Поени: Рајли, Зут 16 Скокови: ? Асистенције: ? |          | Јунг Чој 21 ? | Меморијални колосеум Ризал, Манила Гледаоци: ? Судије: Михаил Давидов , Рон Омори |  |

| 2. октобар 16:15 | Извештај | Југославија                                   | 99 : 64 | Сенегал    | Меморијални колосеум Ризал, Манила Гледаоци: ? Судије: Пауло Дос Ањос , Алберто Игнацио |  |
| 2. октобар 16:15 | Извештај | Четвртине: ?, ?                               |         |            | Меморијални колосеум Ризал, Манила Гледаоци: ? Судије: Пауло Дос Ањос , Алберто Игнацио |  |
| 2. октобар 16:15 | Извештај | Поени: Кићановић 20 Скокови: ? Асистенције: ? |         | Лопез 16 ? | Меморијални колосеум Ризал, Манила Гледаоци: ? Судије: Пауло Дос Ањос , Алберто Игнацио |  |

| 3. октобар 16:15 | Извештај | Јужна Кореја                                 | 85 : 121 | Југославија | Аранета Колисеум, Квезон Сити Гледаоци: ? Судије: Хју Ричардсон , Милан Јахода |  |
| 3. октобар 16:15 | Извештај | Четвртине: ?, ?                              |          |             | Аранета Колисеум, Квезон Сити Гледаоци: ? Судије: Хју Ричардсон , Милан Јахода |  |
| 3. октобар 16:15 | Извештај | Поени: Јунг Чој 24 Скокови: ? Асистенције: ? |          | Вилфан 24 ? | Аранета Колисеум, Квезон Сити Гледаоци: ? Судије: Хју Ричардсон , Милан Јахода |  |

| 3. октобар 16:15 | Извештај | Канада                                     | 60 : 42 | Сенегал | Меморијални колосеум Ризал, Манила Гледаоци: ? Судије: Пауло Дос Ањос , Алберто Игнацио |  |
| 3. октобар 16:15 | Извештај | Четвртине: ?, ?                            |         |         | Меморијални колосеум Ризал, Манила Гледаоци: ? Судије: Пауло Дос Ањос , Алберто Игнацио |  |
| 3. октобар 16:15 | Извештај | Поени: Ротинс 16 Скокови: ? Асистенције: ? |         | Феј 8 ? | Меморијални колосеум Ризал, Манила Гледаоци: ? Судије: Пауло Дос Ањос , Алберто Игнацио |  |

| 4. октобар 16:15 | Извештај | Јужна Кореја                                 | 86 : 84 | Сенегал   | Аранета Колисеум, Квезон сити Гледаоци: ? Судије: Рон Омори , Артеник Арабаџијан |  |
| 4. октобар 16:15 | Извештај | Четвртине: 36:33, 38:41, 12:10               |         |           | Аранета Колисеум, Квезон сити Гледаоци: ? Судије: Рон Омори , Артеник Арабаџијан |  |
| 4. октобар 16:15 | Извештај | Поени: Кјо парк 25 Скокови: ? Асистенције: ? |         | Каба 25 ? | Аранета Колисеум, Квезон сити Гледаоци: ? Судије: Рон Омори , Артеник Арабаџијан |  |

| 4. октобар 16:15 | Извештај | Југославија                                     | 105 : 95 | Канада      | Меморијални колосеум Ризал, Манила Гледаоци: ? Судије: Мени Рејносо , Виторио Цампагнони |  |
| 4. октобар 16:15 | Извештај | Четвртине: ?, ?                                 |          |             | Меморијални колосеум Ризал, Манила Гледаоци: ? Судије: Мени Рејносо , Виторио Цампагнони |  |
| 4. октобар 16:15 | Извештај | Поени: Радовановић 24 Скокови: ? Асистенције: ? |          | Ротинс 31 ? | Меморијални колосеум Ризал, Манила Гледаоци: ? Судије: Мени Рејносо , Виторио Цампагнони |  |

| Поз. | Табела групе А | ИГ | Д | И | П+  | П-  | Разл. | Бод. | Квалификација       |
| ---- | -------------- | -- | - | - | --- | --- | ----- | ---- | ------------------- |
| 1.   | Југославија    | 3  | 3 | 0 | 325 | 244 | +81   | 6    | Полуфинале          |
| 2.   | Канада         | 3  | 2 | 1 | 260 | 214 | +44   | 5    | Полуфинале          |
| 3.   | Јужна Кореја   | 3  | 1 | 2 | 240 | 310 | -70   | 4    | Квалификациона фаза |
| 4.   | Сенегал        | 5  | 2 | 3 | 340 | 414 | -55   | 3    | Квалификациона фаза |

### Група Б
Извор: FIBA archive
Правила за разврставање: 1) бодови; 2) међусобни сусрет; 3) просек поена у међусобној утакмици; 4) међусобни број постигнутих поена.
Репрезентација Бразила је поставила нови светски рекорд по броју постигнутих поена на мечу у историји Светског првенства, који још увек није оборен. Претходни рекорд држао је Совјетски Савез, победом резултатом 140-48 над Централноафричком Републиком на Светском првенству 1974. С друге стране, утакмица Бразил-Кина је такође поставила нови рекорд по броју поена постингутих у једној утакмици: 251 (претходни рекорд био је 119-112 у утакмици Чехословачка-Филипини одиграној 1974). Такође, још један рекорд у овој утакмици био је онај кинеског центра Му Тичу-a (2–28 m) као највишег играча у историји такмичења.
| 2. октобар 18:00 | Извештај | Бразил                                       | 154 : 97 | Кина          | Меморијални колосеум Ризал, Манила Гледаоци: 5000 Судије: Дејвид Тарнет , Дон Клајн |  |
| 2. октобар 18:00 | Извештај | Четвртине: ?, ?                              |          |               | Меморијални колосеум Ризал, Манила Гледаоци: 5000 Судије: Дејвид Тарнет , Дон Клајн |  |
| 2. октобар 18:00 | Извештај | Поени: Де Соуза 30 Скокови: ? Асистенције: ? |          | Пин Куан 22 ? | Меморијални колосеум Ризал, Манила Гледаоци: 5000 Судије: Дејвид Тарнет , Дон Клајн |  |

| 2. октобар 19:45 | Извештај | Порторико                                 | 80 : 93 | Италија         | Меморијални колосеум Ризал, Манила Гледаоци: ? Судије: Џон Холден , Ким Јанг Хан |  |
| 2. октобар 19:45 | Извештај | Четвртине: ?, ?                           |         |                 | Меморијални колосеум Ризал, Манила Гледаоци: ? Судије: Џон Холден , Ким Јанг Хан |  |
| 2. октобар 19:45 | Извештај | Поени: Торес 15 Скокови: ? Асистенције: ? |         | Баривијера 24 ? | Меморијални колосеум Ризал, Манила Гледаоци: ? Судије: Џон Холден , Ким Јанг Хан |  |

| 3. октобар 18:00 | Извештај | Кина                                        | 104 : 107 | Порторико     | Меморијални колосеум Ризал, Манила Гледаоци: ? Судије: Круно Брумен , Сериње Ндиаје |  |
| 3. октобар 18:00 | Извештај | Четвртине: ?, ?                             |           |               | Меморијални колосеум Ризал, Манила Гледаоци: ? Судије: Круно Брумен , Сериње Ндиаје |  |
| 3. октобар 18:00 | Извештај | Поени: Ху Чанг 28 Скокови: ? Асистенције: ? |           | Родригез 36 ? | Меморијални колосеум Ризал, Манила Гледаоци: ? Судије: Круно Брумен , Сериње Ндиаје |  |

| 3. октобар 19:45 | Извештај | Италија                                     | 84 : 88 | Бразил    | Меморијални колосеум Ризал, Манила Гледаоци: ? Судије: Рон Омори , Артеник Арабаџијан |  |
| 3. октобар 19:45 | Извештај | Четвртине: ?, ?                             |         |           | Меморијални колосеум Ризал, Манила Гледаоци: ? Судије: Рон Омори , Артеник Арабаџијан |  |
| 3. октобар 19:45 | Извештај | Поени: Менегин 22 Скокови: ? Асистенције: ? |         | Шмит 23 ? | Меморијални колосеум Ризал, Манила Гледаоци: ? Судије: Рон Омори , Артеник Арабаџијан |  |

| 4. октобар 19:45 | Извештај | Порторико                                  | 88 : 100 | Бразил        | Аранета Колисеум, Квезон сити Гледаоци: ? Судије: Дејвид Тарнер , Милан Јахода |  |
| 4. октобар 19:45 | Извештај | Четвртине: ?, ?                            |          |               | Аранета Колисеум, Квезон сити Гледаоци: ? Судије: Дејвид Тарнер , Милан Јахода |  |
| 4. октобар 19:45 | Извештај | Поени: Ривера 19 Скокови: ? Асистенције: ? |          | Де Соуза 30 ? | Аранета Колисеум, Квезон сити Гледаоци: ? Судије: Дејвид Тарнер , Милан Јахода |  |

| 4. октобар 19:45 | Извештај | Кина                                         | 95 : 125 | Италија        | Меморијални колосеум Ризал, Манила Гледаоци: ? Судије: Хју Ричардсон, Микхаил Давидов |  |
| 4. октобар 19:45 | Извештај | Четвртине: ?, ?                              |          |                | Меморијални колосеум Ризал, Манила Гледаоци: ? Судије: Хју Ричардсон, Микхаил Давидов |  |
| 4. октобар 19:45 | Извештај | Поени: Куанг Чи 28 Скокови: ? Асистенције: ? |          | Марцорати 24 ? | Меморијални колосеум Ризал, Манила Гледаоци: ? Судије: Хју Ричардсон, Микхаил Давидов |  |

| Поз. | Табела групе Б | ИГ | Д | И | П+  | П-  | Разл. | Бод. | Класификација       |
| ---- | -------------- | -- | - | - | --- | --- | ----- | ---- | ------------------- |
| 1.   | Бразил         | 3  | 3 | 0 | 342 | 269 | +73   | 6    | Полуфиналне         |
| 2.   | Италија        | 3  | 2 | 1 | 302 | 263 | +39   | 5    | Полуфиналне         |
| 3.   | Порторико      | 3  | 1 | 2 | 275 | 297 | -22   | 4    | Квалификациона фаза |
| 3.   | Кина           | 3  | 0 | 3 | 296 | 386 | -90   | 3    | Квалификациона фаза |

### Група Ц
Извор: FIBA archive
Правила за разврставање: 1) бодови; 2) међусобни сусрет; 3) просек поена у међусобној утакмици; 4) међусобни број постигнутих поена.
| 1. октобар 18:00 | Извештај | Аустралија                                  | 75 : 77 | Сједињене Државе    | Аранета Колисеум, Кезон Сити Гледаоци: 10 000 Судије: Пауло Дос Ањос , Виторио Кампагнони |  |
| 1. октобар 18:00 | Извештај | Четвртине: ?, ?                             |         |                     | Аранета Колисеум, Кезон Сити Гледаоци: 10 000 Судије: Пауло Дос Ањос , Виторио Кампагнони |  |
| 1. октобар 18:00 | Извештај | Поени: Бликавс 17 Скокови: ? Асистенције: ? |         | Семјуел Вансли 19 ? | Аранета Колисеум, Кезон Сити Гледаоци: 10 000 Судије: Пауло Дос Ањос , Виторио Кампагнони |  |

| 2. октобар 18:00 | Извештај | Аустралија                                  | 71 : 68 | Чехословачка | Аранета Колисеум, Кезон Сити Судије: Хју Ричардсон , Мани Реиносо |  |
| 2. октобар 18:00 | Извештај | Четвртине: ?, ?                             |         |              | Аранета Колисеум, Кезон Сити Судије: Хју Ричардсон , Мани Реиносо |  |
| 2. октобар 18:00 | Извештај | Поени: Бликавс 17 Скокови: ? Асистенције: ? |         | Кос 15 ?     | Аранета Колисеум, Кезон Сити Судије: Хју Ричардсон , Мани Реиносо |  |

| 2. октобар 19:45 | Извештај | Доминиканска Република                    | 65 : 104 | Сједињене Државе | Аранета Колисеум, Кезон Сити Гледаоци: ? Судије: Круно Брумен , Масанори Тодо |  |
| 2. октобар 19:45 | Извештај | Четвртине: ?, ?                           |          |                  | Аранета Колисеум, Кезон Сити Гледаоци: ? Судије: Круно Брумен , Масанори Тодо |  |
| 2. октобар 19:45 | Извештај | Поени: Муњоз 12 Скокови: ? Асистенције: ? |          | Кифин 18 ?       | Аранета Колисеум, Кезон Сити Гледаоци: ? Судије: Круно Брумен , Масанори Тодо |  |

| 3. октобар 18:00 | Извештај | Аустралија                               | 74 : 72 | Доминиканска Република | Аранета Колисеум, Кезон Сити Гледаоци: ? Судије: Дејвид Тарнер , Ким Јанг Хан |  |
| 3. октобар 18:00 | Извештај | Четвртине: ?, ?                          |         |                        | Аранета Колисеум, Кезон Сити Гледаоци: ? Судије: Дејвид Тарнер , Ким Јанг Хан |  |
| 3. октобар 18:00 | Извештај | Поени: Греј 16 Скокови: ? Асистенције: ? |         | Пратс 18 ?             | Аранета Колисеум, Кезон Сити Гледаоци: ? Судије: Дејвид Тарнер , Ким Јанг Хан |  |

| 3. октобар 18:00 | Извештај | Сједињене Државе                           | 96 : 79 | Чехословачка  | Аранета Колисеум, Кезон Сити Гледаоци: ? Судије: Дон Клајн , Мануел Иноценте |  |
| 3. октобар 18:00 | Извештај | Четвртине: ?, ?                            |         |               | Аранета Колисеум, Кезон Сити Гледаоци: ? Судије: Дон Клајн , Мануел Иноценте |  |
| 3. октобар 18:00 | Извештај | Поени: Хофман 22 Скокови: ? Асистенције: ? |         | Брабенец 28 ? | Аранета Колисеум, Кезон Сити Гледаоци: ? Судије: Дон Клајн , Мануел Иноценте |  |

| 4. октобар 18:00 | Извештај | Доминиканска Република                     | 81 : 82 | Чехословачка  | Аранета Колисеум, Кезон Сити Гледаоци: ? Судије: Масанори Тодо ,Луо Јингронг |  |
| 4. октобар 18:00 | Извештај | Четвртине: ?, ?                            |         |               | Аранета Колисеум, Кезон Сити Гледаоци: ? Судије: Масанори Тодо ,Луо Јингронг |  |
| 4. октобар 18:00 | Извештај | Поени: Миесес 20 Скокови: ? Асистенције: ? |         | Кропилак 32 ? | Аранета Колисеум, Кезон Сити Гледаоци: ? Судије: Масанори Тодо ,Луо Јингронг |  |

| Поз. | Табела групе Б         | ИГ | Д | И | П+  | П-  | Разл. | Бод. | Квалификација       |
| ---- | ---------------------- | -- | - | - | --- | --- | ----- | ---- | ------------------- |
| 1.   | Сједињене Државе       | 3  | 3 | 0 | 277 | 219 | +58   | 6    | Полуфинале          |
| 2.   | Аустралија             | 3  | 2 | 1 | 220 | 217 | +3    | 5    | Полуфинале          |
| 3.   | Чехословачка           | 3  | 1 | 2 | 229 | 248 | -19   | 4    | Квалификациона фаза |
| 4.   | Доминиканска Република | 3  | 0 | 3 | 218 | 260 | -42   | 3    | Квалификациона фаза |

## Квалификациона фаза
Извор: FIBA archive
Правила за разврставање: 1) бодови; 2) међусобни сусрет; 3) просек голова у међусобној утакмици; 4) међусобни број постигнутих поена.
| 6. октобар 16:15 | Извештај | Јужна Кореја                              | 90 : 102 | Кина           | Аранета Колисеум, Кезон Сити Гледаоци: ? Судије: Виторио Цампагнони ,Дон Клајн |  |
| 6. октобар 16:15 | Извештај | Четвртине: ?, ?                           |          |                | Аранета Колисеум, Кезон Сити Гледаоци: ? Судије: Виторио Цампагнони ,Дон Клајн |  |
| 6. октобар 16:15 | Извештај | Поени: Хо Ко 26 Скокови: ? Асистенције: ? |          | Пинг Чанг 30 ? | Аранета Колисеум, Кезон Сити Гледаоци: ? Судије: Виторио Цампагнони ,Дон Клајн |  |

| 6. октобар 18:00 | Извештај | Сенегал                                  | 76 : 80 | Доминиканска Република | Меморијални колосеум Ризал, Манила Гледаоци: ? Судије: Круно Брумен ,Џон Холден |  |
| 6. октобар 18:00 | Извештај | Четвртине: ?, ?                          |         |                        | Меморијални колосеум Ризал, Манила Гледаоци: ? Судије: Круно Брумен ,Џон Холден |  |
| 6. октобар 18:00 | Извештај | Поени: Диоп 21 Скокови: ? Асистенције: ? |         | Перез 14 ?             | Меморијални колосеум Ризал, Манила Гледаоци: ? Судије: Круно Брумен ,Џон Холден |  |

| 8. октобар 18:00 | Извештај | Јужна Кореја                                 | 93 : 113 | Доминиканска Република | Меморијални колосеум Ризал, Манила Гледаоци: ? Судије: Рон Омори ,Круно Брумен |  |
| 8. октобар 18:00 | Извештај | Четвртине: ?, ?                              |          |                        | Меморијални колосеум Ризал, Манила Гледаоци: ? Судије: Рон Омори ,Круно Брумен |  |
| 8. октобар 18:00 | Извештај | Поени: Кио Парк 27 Скокови: ? Асистенције: ? |          | Миесес 30 ?            | Меморијални колосеум Ризал, Манила Гледаоци: ? Судије: Рон Омори ,Круно Брумен |  |

| 9. октобар 18:00 | Извештај | Кина                                       | 95 : 118 | Чехословачка  | Аранета Колисеум, Кезон Сити Гледаоци: ? Судије: Круно Брумен ,Пауло Дос Ањос |  |
| 9. октобар 18:00 | Извештај | Четвртине: ?, ?                            |          |               | Аранета Колисеум, Кезон Сити Гледаоци: ? Судије: Круно Брумен ,Пауло Дос Ањос |  |
| 9. октобар 18:00 | Извештај | Поени: Климес 35 Скокови: ? Асистенције: ? |          | Брабенец 41 ? | Аранета Колисеум, Кезон Сити Гледаоци: ? Судије: Круно Брумен ,Пауло Дос Ањос |  |

| 9. октобар 18:00 | Извештај | Јужна Кореја                                 | 87 : 119 | Порторико     | Меморијални колосеум Ризал, Манила Гледаоци: ? Судије: Хју Ричардсон ,Микхаил Давидов |  |
| 9. октобар 18:00 | Извештај | Четвртине: ?, ?                              |          |               | Меморијални колосеум Ризал, Манила Гледаоци: ? Судије: Хју Ричардсон ,Микхаил Давидов |  |
| 9. октобар 18:00 | Извештај | Поени: Јонг Чои 33 Скокови: ? Асистенције: ? |          | Родригез 30 ? | Меморијални колосеум Ризал, Манила Гледаоци: ? Судије: Хју Ричардсон ,Микхаил Давидов |  |

| 10. октобар 18:00 | Извештај | Порторико                                 | 114 : 118 | Чехословачка  | Меморијални колосеум Ризал, Манила Гледаоци: ? Судије: Рон Омори, Луо Јингронг |  |
| 10. октобар 18:00 | Извештај | Четвртине: ?, ?                           |           |               | Меморијални колосеум Ризал, Манила Гледаоци: ? Судије: Рон Омори, Луо Јингронг |  |
| 10. октобар 18:00 | Извештај | Поени: Торес 31 Скокови: ? Асистенције: ? |           | Брабенец 44 ? | Меморијални колосеум Ризал, Манила Гледаоци: ? Судије: Рон Омори, Луо Јингронг |  |

| 11. октобар 16:15 | Извештај | Кина                                        | 79 : 89 | Сенегал   | Аранета Колисеум, Кезон Сити Гледаоци: ? Судије: Рон Омори, Биенвенидо Лобериза |  |
| 11. октобар 16:15 | Извештај | Четвртине: ?, ?                             |         |           | Аранета Колисеум, Кезон Сити Гледаоци: ? Судије: Рон Омори, Биенвенидо Лобериза |  |
| 11. октобар 16:15 | Извештај | Поени: Ху Чанг 27 Скокови: ? Асистенције: ? |         | Диоп 24 ? | Аранета Колисеум, Кезон Сити Гледаоци: ? Судије: Рон Омори, Биенвенидо Лобериза |  |

| 11. октобар 18:00 | Извештај | Јужна Кореја                                 | 82 : 103 | Чехословачка  | Меморијални колосеум Ризал, Манила Гледаоци: ? Судије: Виторио Цампагноне, Серигне Ндиаје |  |
| 11. октобар 18:00 | Извештај | Четвртине: ?, ?                              |          |               | Меморијални колосеум Ризал, Манила Гледаоци: ? Судије: Виторио Цампагноне, Серигне Ндиаје |  |
| 11. октобар 18:00 | Извештај | Поени: Јунг Чои 28 Скокови: ? Асистенције: ? |          | Брабенец 26 ? | Меморијални колосеум Ризал, Манила Гледаоци: ? Судије: Виторио Цампагноне, Серигне Ндиаје |  |

| 12. октобар 18:00 | Извештај | Доминиканска Република                     | 89 : 119 | Порторико    | Аранета Колисеум, Кезон Сити Гледаоци: ? Судије: Микхаил Давидов, Виторио Цампагноне |  |
| 12. октобар 18:00 | Извештај | Четвртине: ?, ?                            |          |              | Аранета Колисеум, Кезон Сити Гледаоци: ? Судије: Микхаил Давидов, Виторио Цампагноне |  |
| 12. октобар 18:00 | Извештај | Поени: Миесес 25 Скокови: ? Асистенције: ? |          | Кињонес 24 ? | Аранета Колисеум, Кезон Сити Гледаоци: ? Судије: Микхаил Давидов, Виторио Цампагноне |  |

| 12. октобар 18:00 | Извештај | Чехословачка                                 | 112 : 82 | Сенегал   | Меморијални колосеум Ризал, Манила Гледаоци: ? Судије: Дон Клајн, Џон Холден |  |
| 12. октобар 18:00 | Извештај | Четвртине: ?, ?                              |          |           | Меморијални колосеум Ризал, Манила Гледаоци: ? Судије: Дон Клајн, Џон Холден |  |
| 12. октобар 18:00 | Извештај | Поени: Брабенец 25 Скокови: ? Асистенције: ? |          | Каба 20 ? | Меморијални колосеум Ризал, Манила Гледаоци: ? Судије: Дон Клајн, Џон Холден |  |

| 13. октобар 16:05 | Извештај | Порторико                                  | 97 : 83 | Сенегал    | Аранета Колисеум, Кезон Сити Гледаоци: ? Судије: Круно Брумен, Биенвенидо Лобериза |  |
| 13. октобар 16:05 | Извештај | Четвртине: ?, ?                            |         |            | Аранета Колисеум, Кезон Сити Гледаоци: ? Судије: Круно Брумен, Биенвенидо Лобериза |  |
| 13. октобар 16:05 | Извештај | Поени: Далмау 17 Скокови: ? Асистенције: ? |         | Лопез 18 ? | Аранета Колисеум, Кезон Сити Гледаоци: ? Судије: Круно Брумен, Биенвенидо Лобериза |  |

| 13. октобар 16:15 | Извештај | Доминиканска Република                     | 112 : 115 | Кина           | Меморијални колосеум Ризал, Манила Гледаоци: ? Судије: Џон Холден, Алберто Игнацио |  |
| 13. октобар 16:15 | Извештај | Четвртине: ?, ?                            |           |                | Меморијални колосеум Ризал, Манила Гледаоци: ? Судије: Џон Холден, Алберто Игнацио |  |
| 13. октобар 16:15 | Извештај | Поени: Миесес 26 Скокови: ? Асистенције: ? |           | Пинг Чанг 32 ? | Меморијални колосеум Ризал, Манила Гледаоци: ? Судије: Џон Холден, Алберто Игнацио |  |

| Поз | Тим                    | ИГ | Д | И | П+  | П-  | Разл. | Бод. |
| --- | ---------------------- | -- | - | - | --- | --- | ----- | ---- |
| 9.  | Чехословачка           | 5  | 5 | 0 | 533 | 444 | +89   | 10   |
| 10. | Порторико              | 5  | 4 | 1 | 546 | 481 | +65   | 9    |
| 11. | Кина                   | 5  | 2 | 3 | 495 | 516 | −21   | 7    |
| 12. | Доминиканска Република | 5  | 2 | 3 | 475 | 485 | −10   | 7    |
| 13. | Јужна Кореја           | 5  | 1 | 4 | 438 | 521 | −83   | 6    |
| 14. | Сенегал                | 5  | 1 | 4 | 414 | 454 | −40   | 6    |

## Полуфинале
| 6. октобар 18:00 | Извештај | Бразил                                   | 69 : 62 | Канада      | Аранета Колисеум, Кезон Сити Гледаоци: ? Судије: Масанори Тодо, Мануел Иноцентес |  |
| 6. октобар 18:00 | Извештај | Четвртине: ?, ?                          |         |             | Аранета Колисеум, Кезон Сити Гледаоци: ? Судије: Масанори Тодо, Мануел Иноцентес |  |
| 6. октобар 18:00 | Извештај | Поени: Шмит 19 Скокови: ? Асистенције: ? |         | Ротинс 18 ? | Аранета Колисеум, Кезон Сити Гледаоци: ? Судије: Масанори Тодо, Мануел Иноцентес |  |

| 6. октобар 19:45 | Извештај | Сједињене Државе                           | 80 : 81 | Бразил          | Аранета Колисеум, Кезон Сити Гледаоци: ? Судије: Мени Рејносо, Милан Јахода |  |
| 6. октобар 19:45 | Извештај | Четвртине: ?, ?                            |         |                 | Аранета Колисеум, Кезон Сити Гледаоци: ? Судије: Мени Рејносо, Милан Јахода |  |
| 6. октобар 19:45 | Извештај | Поени: Џексон 17 Скокови: ? Асистенције: ? |         | Дела Фиори 20 ? | Аранета Колисеум, Кезон Сити Гледаоци: ? Судије: Мени Рејносо, Милан Јахода |  |

| 6. октобар 18:00 | Извештај | Филипини                                 | 101 : 117 | Југославија    | Аранета Колисеум, Кезон Сити Гледаоци: ? Судије: Пауло Дос Ањос, Михаил Давидов |  |
| 6. октобар 18:00 | Извештај | Четвртине: ?, ?                          |           |                | Аранета Колисеум, Кезон Сити Гледаоци: ? Судије: Пауло Дос Ањос, Михаил Давидов |  |
| 6. октобар 18:00 | Извештај | Поени: Круз 31 Скокови: ? Асистенције: ? |           | Далипагић 31 ? | Аранета Колисеум, Кезон Сити Гледаоци: ? Судије: Пауло Дос Ањос, Михаил Давидов |  |

| 6. октобар 19:45 | Извештај | Совјетски Савез                           | 112 : 67 | Аустралија   | Меморијални колосеум Ризал, Манила Гледаоци: ? Судије: Артеник Арабаџијан, Алберто Игнацио |  |
| 6. октобар 19:45 | Извештај | Четвртине: ?, ?                           |          |              | Меморијални колосеум Ризал, Манила Гледаоци: ? Судије: Артеник Арабаџијан, Алберто Игнацио |  |
| 6. октобар 19:45 | Извештај | Поени: Белов 18 Скокови: ? Асистенције: ? |          | Бликавс 14 ? | Меморијални колосеум Ризал, Манила Гледаоци: ? Судије: Артеник Арабаџијан, Алберто Игнацио |  |

| 7. октобар 18:00 | Извештај | Совјетски Савез                              | 110 : 63 | Филипини    | Аранета Колисеум, Кезон Сити Гледаоци: ? |  |
| 7. октобар 18:00 | Извештај | Четвртине: ?, ?                              |          |             | Аранета Колисеум, Кезон Сити Гледаоци: ? |  |
| 7. октобар 18:00 | Извештај | Поени: Салников 15 Скокови: ? Асистенције: ? |          | Вотсон 18 ? | Аранета Колисеум, Кезон Сити Гледаоци: ? |  |

| 7. октобар 19:45 | Извештај | Италија                                    | 76 : 108 | Југославија    | Аранета Колисеум, Кезон Сити Гледаоци: ? |  |
| 7. октобар 19:45 | Извештај | Четвртине: ?, ?                            |          |                | Аранета Колисеум, Кезон Сити Гледаоци: ? |  |
| 7. октобар 19:45 | Извештај | Поени: Караро 12 Скокови: ? Асистенције: ? |          | Далипагић 29 ? | Аранета Колисеум, Кезон Сити Гледаоци: ? |  |

| 7. октобар 18:00 | Извештај | Аустралија                                  | 78 : 108 | Бразил       | Аранета Колисеум, Кезон Сити Гледаоци: ? |  |
| 7. октобар 18:00 | Извештај | Четвртине: ?, ?                             |          |              | Аранета Колисеум, Кезон Сити Гледаоци: ? |  |
| 7. октобар 18:00 | Извештај | Поени: Блицавс 14 Скокови: ? Асистенције: ? |          | Сетрини 21 ? | Аранета Колисеум, Кезон Сити Гледаоци: ? |  |

| 8. октобар 18:00 | Извештај | Совјетски Савез                           | 107 : 85 | Канада         | Аранета Колисеум, Кезон Сити Гледаоци: ? |  |
| 8. октобар 18:00 | Извештај | Четвртине: ?, ?                           |          |                | Аранета Колисеум, Кезон Сити Гледаоци: ? |  |
| 8. октобар 18:00 | Извештај | Поени: Белов 25 Скокови: ? Асистенције: ? |          | Квакенбуш 17 ? | Аранета Колисеум, Кезон Сити Гледаоци: ? |  |

| 8. октобар 19:45 | Извештај | Југославија                                   | 100 : 93 | Сједињене Државе | Аранета Колисеум, Кезон Сити Гледаоци: ? |  |
| 8. октобар 19:45 | Извештај | Четвртине: ?, ?                               |          |                  | Аранета Колисеум, Кезон Сити Гледаоци: ? |  |
| 8. октобар 19:45 | Извештај | Поени: Далипагић 28 Скокови: ? Асистенције: ? |          | Кифин 24 ?       | Аранета Колисеум, Кезон Сити Гледаоци: ? |  |

| 8. октобар 19:45 | Извештај | Аустралија                                  | 69 : 87 | Италија         | Аранета Колисеум, Кезон Сити Гледаоци: ? |  |
| 8. октобар 19:45 | Извештај | Четвртине: ?, ?                             |         |                 | Аранета Колисеум, Кезон Сити Гледаоци: ? |  |
| 8. октобар 19:45 | Извештај | Поени: Блицавс 12 Скокови: ? Асистенције: ? |         | Баривијера 19 ? | Аранета Колисеум, Кезон Сити Гледаоци: ? |  |

| 9. октобар 19:00 | Извештај | Филипини                                 | 72 : 119 | Бразил    | Аранета Колисеум, Кезон Сити Гледаоци: ? |  |
| 9. октобар 19:00 | Извештај | Четвртине: ?, ?                          |          |           | Аранета Колисеум, Кезон Сити Гледаоци: ? |  |
| 9. октобар 19:00 | Извештај | Поени: Круз 16 Скокови: ? Асистенције: ? |          | Шмит 27 ? | Аранета Колисеум, Кезон Сити Гледаоци: ? |  |

| 9. октобар 19:45 | Извештај | Канада                                     | 90 : 96 | Сједињене Државе | Аранета Колисеум, Кезон Сити Гледаоци: ? |  |
| 9. октобар 19:45 | Извештај | Четвртине: ?, ?                            |         |                  | Аранета Колисеум, Кезон Сити Гледаоци: ? |  |
| 9. октобар 19:45 | Извештај | Поени: Ротинс 32 Скокови: ? Асистенције: ? |         | Паркер 18 ?      | Аранета Колисеум, Кезон Сити Гледаоци: ? |  |

| 10. октобар 18:00 | Извештај | Сједињене Државе                           | 90 : 92 | Бразил        | Аранета Колисеум, Кезон Сити Гледаоци: ? |  |
| 10. октобар 18:00 | Извештај | Четвртине: ?, ?                            |         |               | Аранета Колисеум, Кезон Сити Гледаоци: ? |  |
| 10. октобар 18:00 | Извештај | Поени: Паркер 19 Скокови: ? Асистенције: ? |         | Де Соуза 29 ? | Аранета Колисеум, Кезон Сити Гледаоци: ? |  |

| 10. октобар 19:45 | Извештај | Југославија                                   | 105 : 92 | Совјетски Савез | Аранета Колисеум, Кезон Сити Гледаоци: ? |  |
| 10. октобар 19:45 | Извештај | Четвртине: ?, ?                               |          |                 | Аранета Колисеум, Кезон Сити Гледаоци: ? |  |
| 10. октобар 19:45 | Извештај | Поени: Далипагић 37 Скокови: ? Асистенције: ? |          | Ткаченко 24 ?   | Аранета Колисеум, Кезон Сити Гледаоци: ? |  |

| 10. октобар 18:15 | Извештај | Филипини                                    | 75 : 112 | Италија         | Аранета Колисеум, Кезон Сити Гледаоци: ? |  |
| 10. октобар 18:15 | Извештај | Четвртине: ?, ?                             |          |                 | Аранета Колисеум, Кезон Сити Гледаоци: ? |  |
| 10. октобар 18:15 | Извештај | Поени: Кларино 16 Скокови: ? Асистенције: ? |          | Баривијера 25 ? | Аранета Колисеум, Кезон Сити Гледаоци: ? |  |

| 10. октобар 19:45 | Извештај | Аустралија                                  | 79 : 91 | Канада     | Аранета Колисеум, Кезон Сити Гледаоци: ? |  |
| 10. октобар 19:45 | Извештај | Четвртине: ?, ?                             |         |            | Аранета Колисеум, Кезон Сити Гледаоци: ? |  |
| 10. октобар 19:45 | Извештај | Поени: Блицавс 22 Скокови: ? Асистенције: ? |         | Рајли 18 ? | Аранета Колисеум, Кезон Сити Гледаоци: ? |  |

| 11. октобар 18:00 | Извештај | Аустралија                                  | 97 : 52 | Филипини    | Аранета Колисеум, Кезон Сити Гледаоци: ? |  |
| 11. октобар 18:00 | Извештај | Четвртине: ?, ?                             |         |             | Аранета Колисеум, Кезон Сити Гледаоци: ? |  |
| 11. октобар 18:00 | Извештај | Поени: Блицавс 17 Скокови: ? Асистенције: ? |         | Херера 10 ? | Аранета Колисеум, Кезон Сити Гледаоци: ? |  |

| 11. октобар 19:45 | Извештај | Совјетски Савез                            | 76 : 69 | Италија     | Аранета Колисеум, Кезон Сити Гледаоци: ? |  |
| 11. октобар 19:45 | Извештај | Четвртине: ?, ?                            |         |             | Аранета Колисеум, Кезон Сити Гледаоци: ? |  |
| 11. октобар 19:45 | Извештај | Поени: Мишкин 16 Скокови: ? Асистенције: ? |         | Караро 18 ? | Аранета Колисеум, Кезон Сити Гледаоци: ? |  |

| 11. октобар 18:00 | Извештај | Југославија                                   | 91 : 87 | Бразил      | Аранета Колисеум, Кезон Сити Гледаоци: ? |  |
| 11. октобар 18:00 | Извештај | Четвртине: ?, ?                               |         |             | Аранета Колисеум, Кезон Сити Гледаоци: ? |  |
| 11. октобар 18:00 | Извештај | Поени: Кићановић 23 Скокови: ? Асистенције: ? |         | Галвао 31 ? | Аранета Колисеум, Кезон Сити Гледаоци: ? |  |

| 12. октобар 19:45 | Извештај | Сједињене Државе                         | 76 : 97 | Совјетски Савез | Аранета Колисеум, Кезон Сити Гледаоци: ? |  |
| 12. октобар 19:45 | Извештај | Четвртине: ?, ?                          |         |                 | Аранета Колисеум, Кезон Сити Гледаоци: ? |  |
| 12. октобар 19:45 | Извештај | Поени: Смит 13 Скокови: ? Асистенције: ? |         | Белостењи 22 ?  | Аранета Колисеум, Кезон Сити Гледаоци: ? |  |

| 12. октобар 19:45 | Извештај | Канада                                    | 99 : 88 | Филипини  | Аранета Колисеум, Кезон Сити Гледаоци: ? |  |
| 12. октобар 19:45 | Извештај | Четвртине: ?, ?                           |         |           | Аранета Колисеум, Кезон Сити Гледаоци: ? |  |
| 12. октобар 19:45 | Извештај | Поени: Келси 22 Скокови: ? Асистенције: ? |         | Круз 33 ? | Аранета Колисеум, Кезон Сити Гледаоци: ? |  |

| 13. октобар 18:00 | Извештај | Сједињене Државе                           | 100 : 70 | Филипини  | Аранета Колисеум, Кезон Сити Гледаоци: ? |  |
| 13. октобар 18:00 | Извештај | Четвртине: ?, ?                            |          |           | Аранета Колисеум, Кезон Сити Гледаоци: ? |  |
| 13. октобар 18:00 | Извештај | Поени: Паркер 26 Скокови: ? Асистенције: ? |          | Круз 22 ? | Аранета Колисеум, Кезон Сити Гледаоци: ? |  |

| 13. октобар 19:45 | Извештај | Совјетски Савез                              | 94 : 85 | Бразил    | Аранета Колисеум, Кезон Сити Гледаоци: ? |  |
| 13. октобар 19:45 | Извештај | Четвртине: ?, ?                              |         |           | Аранета Колисеум, Кезон Сити Гледаоци: ? |  |
| 13. октобар 19:45 | Извештај | Поени: Ткаченко 20 Скокови: ? Асистенције: ? |         | Шмит 19 ? | Аранета Колисеум, Кезон Сити Гледаоци: ? |  |

| 13. октобар 18:00 | Извештај | Италија                                     | 100 : 83 | Канада      | Аранета Колисеум, Кезон Сити Гледаоци: ? |  |
| 13. октобар 18:00 | Извештај | Четвртине: ?, ?                             |          |             | Аранета Колисеум, Кезон Сити Гледаоци: ? |  |
| 13. октобар 18:00 | Извештај | Поени: Менегин 23 Скокови: ? Асистенције: ? |          | Ротинс 26 ? | Аранета Колисеум, Кезон Сити Гледаоци: ? |  |

| 13. октобар 19:45 | Извештај | Аустралија                                | 101 : 105 | Југославија | Аранета Колисеум, Кезон Сити Гледаоци: ? |  |
| 13. октобар 19:45 | Извештај | Четвртине: ?, ?                           |           |             | Аранета Колисеум, Кезон Сити Гледаоци: ? |  |
| 13. октобар 19:45 | Извештај | Поени: Форбс 16 Скокови: ? Асистенције: ? |           | Вилфан 28 ? | Аранета Колисеум, Кезон Сити Гледаоци: ? |  |

| Поз. | Репрезентација   | ИГ | Д | И | П+  | П-  | Разл. | Бод. | Класификација |
| ---- | ---------------- | -- | - | - | --- | --- | ----- | ---- | ------------- |
| 1.   | Југославија      | 7  | 7 | 0 | 731 | 645 | +86   | 14   | Финале        |
| 2.   | Совјетски Савез  | 7  | 6 | 1 | 691 | 550 | +141  | 13   | Финале        |
| 3.   | Бразил           | 7  | 5 | 2 | 648 | 571 | +77   | 12   | За 3. место   |
| 4.   | Италија          | 7  | 4 | 3 | 609 | 582 | +27   | 11   | За 3. место   |
| 5.   | Сједињене Државе | 7  | 3 | 4 | 612 | 605 | +7    | 10   | За 5. место   |
| 6.   | Канада           | 7  | 2 | 5 | 605 | 644 | -39   | 9    | За 5. место   |
| 7.   | Аустралија       | 7  | 1 | 6 | 566 | 632 | -66   | 8    | За 7. место   |
| 8.   | Филипини         | 7  | 0 | 7 | 521 | 754 | -233  | 7    | За 7. место   |

## Финале

### Плеј-оф за седмо место
| 14. октобар |                                          | Филипини | 74 : 92   | Аустралија | Аранета колосеум, Квезон сити Меморијални колосеум Ризал, Манила Гледаоци: ? Судије: Артеник Арабађан, Круно Брумен |  |
| 14. октобар | Четвртине: ?, ?                          |          |           |            | Аранета колосеум, Квезон сити Меморијални колосеум Ризал, Манила Гледаоци: ? Судије: Артеник Арабађан, Круно Брумен |  |
| 14. октобар | Поени: Круз 14 Скокови: ? Асистенције: ? |          | Ридл 18 ? |            | Аранета колосеум, Квезон сити Меморијални колосеум Ризал, Манила Гледаоци: ? Судије: Артеник Арабађан, Круно Брумен |  |

### Плеј-оф за пето место
| 14. октобар |                                             | Канада | 94 : 96    | Сједињене Државе | Аранета колосеум, Квезон сити Меморијални колосеум Ризал, Манила Гледаоци: ? Судије: Пауло Анхос, Ким Јонг-хан |  |
| 14. октобар | Четвртине: ?, ?                             |        |            |                  | Аранета колосеум, Квезон сити Меморијални колосеум Ризал, Манила Гледаоци: ? Судије: Пауло Анхос, Ким Јонг-хан |  |
| 14. октобар | Поени: Раутинс 20 Скокови: ? Асистенције: ? |        | Кифин 25 ? |                  | Аранета колосеум, Квезон сити Меморијални колосеум Ризал, Манила Гледаоци: ? Судије: Пауло Анхос, Ким Јонг-хан |  |

### Плеј-оф за треће место
| 14. октобар |                                            | Бразил | 86 : 85        | Италија | Аранета Колисеум, Кезон Сити Гледаоци: ? Судије: Михаил Довидов, Хју Ричардсон |  |
| 14. октобар | Четвртине: ?, ?                            |        |                |         | Аранета Колисеум, Кезон Сити Гледаоци: ? Судије: Михаил Довидов, Хју Ричардсон |  |
| 14. октобар | Поени: Марсел 22 Скокови: ? Асистенције: ? |        | Бертолоти 21 ? |         | Аранета Колисеум, Кезон Сити Гледаоци: ? Судије: Михаил Довидов, Хју Ричардсон |  |

### Финале
| 14. октобар |                                               | Југославија | 82 : 81       | Совјетски Савез | Аранета Колисеум, Кезон Сити Гледаоци: 10.000 Судије: Рон Омори, Дон Клајн |  |
| 14. октобар | Четвртине: ?, ?                               |             |               |                 | Аранета Колисеум, Кезон Сити Гледаоци: 10.000 Судије: Рон Омори, Дон Клајн |  |
| 14. октобар | Поени: Далипагић 21 Скокови: ? Асистенције: ? |             | Ткаченко 14 ? |                 | Аранета Колисеум, Кезон Сити Гледаоци: 10.000 Судије: Рон Омори, Дон Клајн |  |

## Награде
| 2° место СССР | Победник Светског првенства у кошарци 1978. Југославија 2° титула | 3° место Бразил |

| Најкориснији играч (МВП) |
| ------------------------ |
| Дражен Далипагић         |

## Највише поена (по утакмици)
| Играч            | Број поена |
| ---------------- | ---------- |
| Камил Брабенец   | 26.9       |
| Занг Веипинг     | 25.1       |
| Чи-Бу-Јонг       | 21.1       |
| Дражен Далипагић | 20         |
| Оскар Шмит       | 19.0       |
| Лео Ротинс       | 17.9       |
| Марсел де Соуза  | 17.7       |
| Драган Кићановић | 16.5       |
| Ренцо Баривијера | 16.2       |
| Маркос Леите     | 14.7       |

## Најбоља петорка првенства
- Крешимир Ћосић
- Дражен Далипагић (МВП)
- Драган Кићановић
- Оскар Шмит
- Владимир Ткаченко

## Коначан пласман
| Пласман | Тим                    | Резултат |
| ------- | ---------------------- | -------- |
| 1       | Југославија            | 10–0     |
| 2       | Совјетски Савез        | 6–2      |
| 3       | Бразил                 | 8–2      |
| 4       | Италија                | 6–4      |
| 5       | САД                    | 6–4      |
| 6       | Канада                 | 4–6      |
| 7       | Аустралија             | 4–6      |
| 8       | Филипини               | 0–8      |
| 9       | Чехословачка           | 5–2      |
| 10      | Порторико              | 4–3      |
| 11      | Кина                   | 2–5      |
| 12      | Доминиканска Република | 2–5      |
| 13      | Јужна Кореја           | 1–6      |
| 14      | Сенегал                | 1–6      |